# Benediktinerinnenabtei Ozon
Die Benediktinerinnenabtei Ozon bestand von 1955 bis 1999 in Ozon im Département Hautes-Pyrénées in Frankreich.

## Geschichte
Die Benediktinerinnenabtei Madiran erwies sich nach der Dürre von 1949 und wegen Platzmangel als nicht zu halten. Äbtissin Immaculata de Franclieu folgte deshalb dem nach Tournay umgezogenen Benediktinerkloster Madiran und wechselte 1955 nach Ozon (Nachbarort von Tournay). Das Kloster nannte sich wie in Madiran Abbaye de l’Immaculée Conception.
Kern der Anlage war ein 1955 restauriertes Schloss aus dem 18. Jahrhundert. Daran wurde 1965 ein Flügel gebaut und 1979 die Klosterkirche (aus Steinen des Départements Lot). Mittels eines weiteren Flügels entstand ein auf das Gebirge hin offener Kreuzgang. Oberin des Klosters war zuerst Immaculata de Franclieu (Ordenseintritt 1918, Äbtissin 1947–1971, † 1977), ab 1971 Marie-Bernard Eudier (1920–2008).
Ab 1989 wurde die Klostergemeinschaft durch den Bau der Autobahn A 64 ein weiteres Mal vertrieben und wechselte nach und nach in die neu zu erbauende Benediktinerinnenabtei Pesquié. Die letzten Nonnen verließen Ozon 1999. Das Konzept des benediktinischen Doppelklosters (Frauenkloster in der Nähe eines Männerklosters, das die Seelsorge wahrnimmt), wie es in Madiran und Tournay/Ozon realisiert war, wurde damit aufgegeben.
2004 konnte das Klosterareal Ozon verkauft werden. Die Anlage ist inzwischen Ökosiedlung.